# Фернандо Торрес
Ферна́ндо Хосé То́ррес Санс (ісп. Fernando José Torres Sanz; нар. 20 березня 1984, Фуенлабрада, Іспанія) — іспанський футболіст, що грав на позиції нападника. Єдиний футболіст, який забивав у двох фіналах чемпіонатів Європи поспіль (2008 і 2012).
Гра нападника за клуб і збірну була оцінена в грудні 2008 року, коли в голосуванні за звання найкращого гравця Європи журнал «France Football» поставив Торреса на 3-є місце слідом за Ліонелем Мессі і переможцем Кріштіану Роналду.

## Клубна кар'єра

### «Атлетіко»
Свій перший професійний контракт Торрес підписав у віці 15 років у 1999 році з Атлетіко. Перший сезон провів у дублі, а наступному перейшов до основного складу. Перший сезон за головний склад був невдалий. Торрес отримав перелом гомілкової кістки, лікуючись до грудня 27 травня 2001 року Фернандо дебютував на Вісенте Кальдерон проти Леганес. У наступному матчі Торрес забив свій перший гол у ворота Альбасете. У сезоні 2001/2002 «Атлетіко» вийшов у Прімеру. Торрес не показав хороших результатів, вийшовши на поле лише шість разів з 36 матчів у Сегунді.
У сезоні 2002/2003 Фернандо Торрес забив 13 голів у 29 виступах, і Атлетіко фінішував 11-м у чемпіонаті. У сезоні 2003/2004 Торрес забив 19 м'ячів у 35 матчах, таким чином посівши третє місце в пічічі. У 19 років Торрес став капітаном команди. Посівши сьоме місце, «Атлетіко» пройшов до Кубку Інтертото. У турнірі команда дійшла до фіналу, де програла у серії післяматчевих пенальті 3-1 (основний час 2-2) Вільярреалу. Чемпіони Англії «Челсі» виявили інтерес до Торреса в 2005 році, але президент іспанців сказав, що в аристократів нема шансів.
У сезоні 2006/2007 Торрес забив 14 голів. Пішли чутки, що іспанця хоче придбати англійський Ліверпуль. Президент Атлетіко заявив, що вони не отримували пропозицій по Торресу. Але вже через декілька днів зявилось повідомлення, що клуби домовились, Атлетіко отримав 25 млн фунтів стерлінгів і Луїса Гарсію. 30 червня Атлетіко оголосив про угоду підписання Дієго Форлана з Вільярреалу, який розглядався як заміна Фернандо Торресу. 4 липня Торрес провів прощальну конференцію з фанатами столичного клубу з приводу підписання шестирічного контракту з Ліверпулем. Це був найдорожчий трансфер у історії «Ліверпуля». У березні 2008 тренер Ліверпуля Рафаель Бенітес сказав, що Торрес був придбаний приблизно за 20 млн фунтів стерлінгів, враховуючи переїзд Луїса Гарсії до Мадриду

### «Ліверпуль»

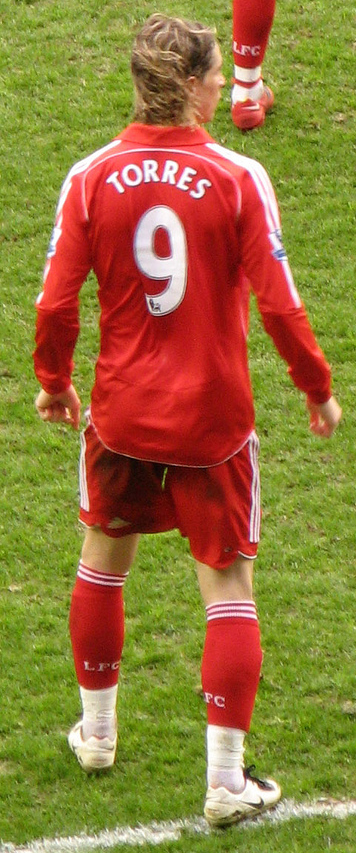
Торрес грає за «Ліверпуль» проти Мідлсбро 23 лютого 2008, у матчі він оформив хет-трик

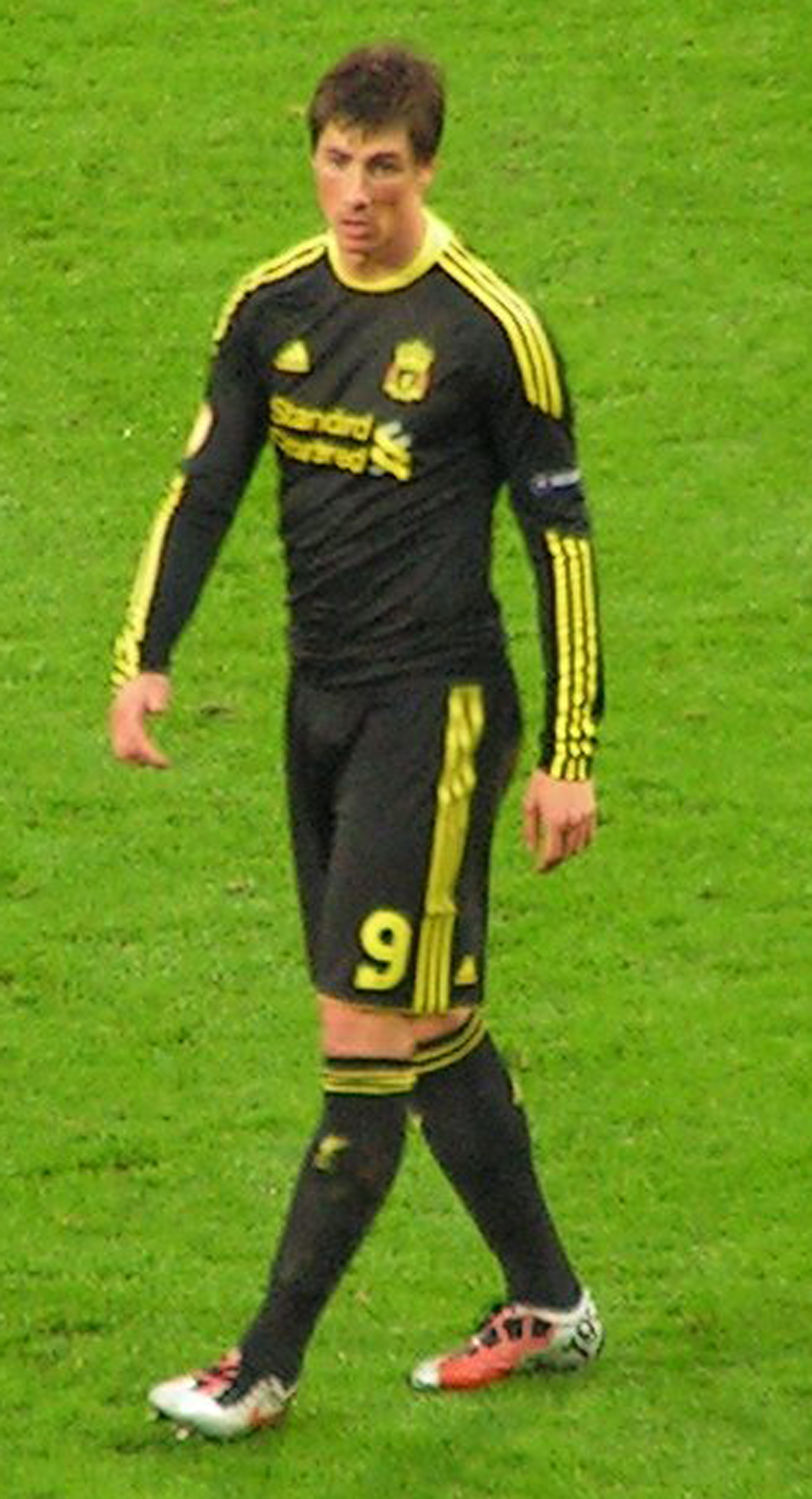
Торрес у «Ліверпулі» в 2010

4 липня 2007 футболіст приєднався до Ліверпулю, де відразу отримав знамениту майку з номером «дев'ять», під цим номером раніше виступали такі легендарні футболісти як Раш і Фаулер.
У свій перший же сезон в «Ліверпулі» Торрес зумів вперше з часів Роббі Фаулера забити більше 20 голів у Прем'єр-Лізі, побив рекорд за кількістю м'ячів, забитих іноземцем в дебютному сезоні, до того належав Руду ван Ністелрой (Фернандо зумів забити 24 голи в лізі), а також повторив рекорд Роджера Ханта, у восьми домашніх іграх підряд вразивши ворота суперника. Всього ж на його рахунку в першому сезоні 33 м'ячі у всіх турнірах.
У новому сезоні англійської Прем'єр-ліги Торрес забив перший м'яч Ліверпуля в цьому турнірі. Гол був забитий на 83 хвилині матчу Сандерленд — Ліверпуль, який завершився з мінімальною перемогою гостей 0:1.
На початку нового сезону Торрес допоміг своїй команді 3-ма м'ячами, але це не врятувало «Ліверпуль» від 2 поразок: від «Тоттенгема» 1-2 і «Астон Вілли» 1-3. Він відзначився в матчах зі «Сток Сіті», «Астон Віллою» і «Болтоном».
29 грудня 2009 на 93 хвилині матчу з «Астон Віллою» забив вирішальний м'яч, до того ж, цей м'яч став 50-м у Прем'єр Лізі. Матч завершився мінімальною перемогою «Ліверпуля» з рахунком 0:1.
У сезоні 2009/2010 Торрес був дуже схильний до травм і в загальній складності пропустив майже половину матчів чемпіонату. Однак, попри ці труднощі, іспанець забив 18 голів в 22-х матчах, що дозволило йому розділити 6-е місце в рейтингу бомбардирів з Джермейном Дефо з «Тоттенгема», який, втім, провів на 11 ігор більше.
Під час літнього міжсезоння 2010 преса сватала Торреса у ряд інших клубів (частіше за інших фігурували «Челсі» і неймовірно багатий «Манчестер Сіті»). Називалася навіть ймовірна сума трансферу — 70 мільйонів фунтів стерлінгів. Проте сам гравець розвінчав ці чутки, підписавши новий контракт з клубом, який триватиме до 2014 року .

### «Челсі»
За декілька годин до завершення трансферного вікна 31 січня 2011 року Торрес підписав контракт з лондонським «Челсі» за рекордну для англійських клубів суму в 50 млн фунтів стерлінгів (трохи більше 58 млн євро). 6 лютого Торрес за іронією долі дебютував проти свого колишнього клубу «Ліверпуля», матч закінчився поразкою нового клубу іспанця 1-0. 23 квітня Торрес забив свій перший гол у ворота «Вест Гем Юнайтед».
18 березня 2012 року в матчі 1/4 раунду кубка Англії проти «Лестер Сіті» нападник відзначився дублем і двома результативними передачами: Саломону Калу та Раулю Мейрелішу.
29 квітня у матчі проти «Квінз Парк Рейнджерс» футболіст відзначився першим хет-триком за «Челсі».Фернандо був визнаним одним з найкращих футболістів світу у 2013 році.

### «Мілан»
31 серпня 2014 року італійський клуб «Мілан» орендував у «Челсі» Фернандо Торреса на два роки.

### «Атлетіко»
В останні дні грудня 2014 «Атлетико» повернув Торреса до свого складу на правах оренди тривалістю 1,5 року. Офіційно нападник приєднався до клубу 5 січня 2015, коли відкрилося трансферне вікно в Іспанії. Якщо в першій грі на виїзді проти «Барселони» Торрес вийшов на заміну, то в другому матчі вже був у стартовому складі, забив 2 голи й допоміг «матрацникам» здобути нічию 2:2 в дербі проти «Реала», перемігши його за підсумком двох матчів (2:0 і 2:2) у Кубку Іспанії.На початку березня 2017 року Фернандо отримав травму в поєдинку против «Реал Сосьєдаду» у рамках іспанської Ла Ліги, через 4 дні Торрес приступив до тренуваннь.
Після завершення сезону 2017/18 Торрес покинув «Атлетіко». У своєму останньому матчі за команду зумів забити два голи.

### «Саган Тосу»
Весною 2018 року стало відомо, що Фернандо Торрес приєднується до «Саган Тосу». За рік гравець оголосив про завершення кар'єри.

## Кар'єра у збірній
У листопаді 2001 року Фернандо Торрес брав участь у чемпіонаті світу у віці до 17 років, який проходив у Тринідаді і Тобаго. У липні 2002 року він зіграв у чемпіонаті Європі у віці до 19 років у Норвегії. Іспанія виграла цей турнір. Торрес був визнаний найкращим гравцем цього турніру, а також найкращим бомбардиром. Дебют у молодіжній збірній Іспанії стався в 2003. А 6 вересня цього ж року, Торрес дебютував у головній національній команді, в матчі проти Португалії. Перший свій гол за збірну Іспанії він забив у матчі проти Італії 28 квітня 2004 року.

### Чемпіонат світу 2006
На Чемпіонаті світу з футболу 2006 в Німеччині шанси збірної Іспанії оцінювалися досить високо. Для Торреса це був перший виступ у фінальній частині чемпіонату світу. Дебют видався на рідкість вдалим: у першому матчі проти збірної України молодий нападник заробив пенальті і забив дуже гарний гол. Природно він відразу привернув до себе увагу селекціонерів провідних клубів Європи. У другій грі групового етапу Іспанія зустрічалася зі збірною Тунісу. Іспанці несподівано швидко пропустили м'яч у свої ворота, але це не завадило їм виграти 3:1. Торрес відзначився двома м'ячами. Іспанія забезпечила собі перше місце в групі заздалегідь, тому на гру проти Саудівської Аравії на поле вийшов другий склад збірної. Торрес вийшов тільки на 70 хвилині, замінивши Жозе Антоніо Рейеза. У 1/8 Іспанія зустрічалася зі збірною Франції. Іспанці першими відкрили рахунок, завдяки реалізованому пенальті Давида Вільї, але французи, завдяки приголомшливій грі Зінедіна Зідана, все-таки виграли 3:1. Іспанія покинула чемпіонат. Гру Торреса можна визнати дуже успішною, він став одним з провідних бомбардирів цієї першості (найкращим став Мирослав Клозе, який відзначився 5 разів), а також Торрес першим забив три м'ячі.

### Чемпіонат Європи 2008
У червні 2008 року Фернандо Торрес відправився на Чемпіонат Європи 2008 в Австрії та Швейцарії, де разом з Давідом Вільєю став основним нападаючим збірної. На першості Європи він забив 2 м'ячі, один з яких був забитий ним у фінальному матчі проти Німеччини 29 червня 2008 у Відні. Цей м'яч став переможним для іспанців, які виграли фінал з рахунком 1:0 і, відповідно, стали найкращою командою Старого світу.

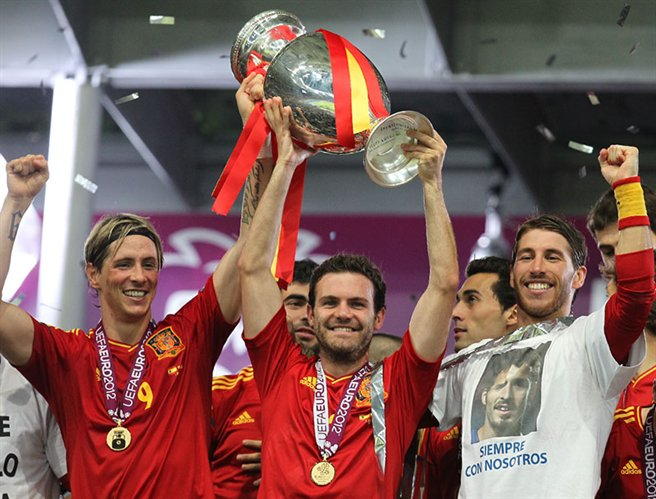
Торрес (ліворуч) з партнерами по збірній Іспанії Хуаном Матою та Серхіо Рамосом з трофеєм Євро-2012

За підсумками сезону Фернандо Торрес став третім за кількістю набраних очок в номінації «Золотий м'яч».
За результатами турніру був обраний до символічної збірної Євро-2008.

### Чемпіонат світу 2010
Був включений до складу збірної Іспанії для участі у світовій першості 2010 року, за результатами якого іспанці уперше в історії стали чемпіонами світу. Під час фінального турніру в Республіці Південна Африка взяв участь в усіх семи матчах іспанців на турнірі, хоча жодного з них не відіграв повністю. На цьому турнірі жодним забитим голом не відзначився.

### Чемпіонат Європи 2012
У фіналі чемпіонату проти команди Італії, який відбувся 1 липня на НСК «Олімпійський», вийшовши на заміну у 2 таймі, на 84 хвилині забив третій гол. 2 липня УЄФА повідомило, що нападник став володарем Золотого бутса турніру як найкращий бомбардир. Торрес забив три м'ячі, на що йому знадобилось найменше часу серед усіх гравців, що відзначились тричі.

### Чемпіонат світу 2014
2014 року поїхав у складі збірної на свій третій мундіаль — на тогорічний чемпіонат світу до Бразилії. Діючі на той час чемпіони світу втратили шанси на захист титулу вже після перших двох матчів групового етапу. В обох цих іграх Торрес виходив на заміну у других таймах. Третю гру в групі, яка вже не мала турнірного значення і в якій іспанці здолали з рахунком 3:0 збірну Австралії, провів на полі повністю. Ця гра стала для нього останньою у формі національної команди, в ній же він забив свій останній гол за збірну.
Загалом за дванадцять років відіграв за збірну 110 матчів, у яких 38 разів відзначався забитими голами (третій показник в історії команди).

## Статистика виступів

### Статистика клубних виступів
| Сезон                  | Команда                | Чемпіонат              | Чемпіонат | Чемпіонат | Національний кубок | Національний кубок | Національний кубок | Континентальні кубки | Континентальні кубки | Континентальні кубки | Інші змагання | Інші змагання | Інші змагання | Усього | Усього |
| Сезон                  | Команда                | Ліга                   | Ігор      | Голів     | Ліга               | Ігор               | Голів              | Ліга                 | Ігор                 | Голів                | Ліга          | Ігор          | Голів         | Ігор   | Голів  |
| ---------------------- | ---------------------- | ---------------------- | --------- | --------- | ------------------ | ------------------ | ------------------ | -------------------- | -------------------- | -------------------- | ------------- | ------------- | ------------- | ------ | ------ |
| 2000–01                | «Атлетіко»             | СД                     | 4         | 1         | КІ                 | 2                  | 0                  | -                    | -                    | -                    | -             | -             | -             | 6      | 1      |
| 2001–02                | «Атлетіко»             | СД                     | 36        | 6         | КІ                 | 1                  | 1                  | -                    | -                    | -                    | -             | -             | -             | 37     | 7      |
| 2002–03                | «Атлетіко»             | ПД                     | 29        | 13        | КІ                 | 3                  | 1                  | -                    | -                    | -                    | -             | -             | -             | 32     | 14     |
| 2003–04                | «Атлетіко»             | ПД                     | 35        | 19        | КІ                 | 5                  | 2                  | -                    | -                    | -                    | -             | -             | -             | 40     | 21     |
| 2004–05                | «Атлетіко»             | ПД                     | 38        | 16        | КІ                 | 6                  | 2                  | Інт                  | 5                    | 2                    | -             | -             | -             | 49     | 20     |
| 2005–06                | «Атлетіко»             | ПД                     | 36        | 13        | КІ                 | 4                  | 0                  | -                    | -                    | -                    | -             | -             | -             | 40     | 13     |
| 2006–07                | «Атлетіко»             | ПД                     | 36        | 14        | КІ                 | 4                  | 1                  | -                    | -                    | -                    | -             | -             | -             | 40     | 15     |
| 2007–08                | «Ліверпуль»            | ПЛ                     | 33        | 24        | КА+КЛ              | 1+1                | 0+3                | ЛЧ                   | 11                   | 6                    | -             | -             | -             | 46     | 33     |
| 2008–09                | «Ліверпуль»            | ПЛ                     | 24        | 14        | КА+КЛ              | 3+2                | 1+0                | ЛЧ                   | 9                    | 2                    | -             | -             | -             | 38     | 17     |
| 2009–10                | «Ліверпуль»            | ПЛ                     | 22        | 18        | КА+КЛ              | 2+0                | 0                  | ЛЧ+ЛЄ                | 4+4                  | 0+4                  | -             | -             | -             | 32     | 22     |
| 2010-січ. 2011         | «Ліверпуль»            | ПЛ                     | 23        | 9         | КА+КЛ              | 1+0                | 0                  | ЛЄ                   | 2                    | 0                    | -             | -             | -             | 26     | 9      |
| Усього за «Ліверпуль»  | Усього за «Ліверпуль»  | Усього за «Ліверпуль»  | 102       | 65        |                    | 10                 | 4                  |                      | 30                   | 12                   |               | -             | -             | 142    | 81     |
| січ.-черв. 2011        | «Челсі»                | ПЛ                     | 14        | 1         | КА+КЛ              | 0                  | 0                  | ЛЧ                   | 4                    | 0                    | -             | -             | -             | 18     | 1      |
| 2011–12                | «Челсі»                | ПЛ                     | 32        | 6         | КА+КЛ              | 6+1                | 2+0                | ЛЧ                   | 10                   | 3                    | -             | -             | -             | 49     | 11     |
| 2012–13                | «Челсі»                | ПЛ                     | 36        | 8         | КА+КЛ              | 5+4                | 1+2                | ЛЧ+ЛЄ                | 6+9                  | 3+6                  | СА+СУ+КЧС     | 1+1+2         | 1+0+1         | 64     | 22     |
| 2013–14                | «Челсі»                | ПЛ                     | 28        | 5         | КА+КЛ              | 2+1                | 0+1                | ЛЧ                   | 9                    | 4                    | СУ            | 1             | 1             | 41     | 11     |
| Усього за «Челсі»      | Усього за «Челсі»      | Усього за «Челсі»      | 110       | 20        |                    | 19                 | 6                  |                      | 38                   | 16                   |               | 5             | 3             | 172    | 45     |
| 2014-січ. 2015         | «Мілан»                | A                      | 10        | 1         | КІ                 | 0                  | 0                  | -                    | -                    | -                    | -             | -             | -             | 10     | 1      |
| січ.-черв. 2015        | «Атлетіко»             | ПД                     | 19        | 3         | КІ                 | 4                  | 3                  | ЛЧ                   | 3                    | 0                    | СІ            | 0             | 0             | 26     | 6      |
| 2015–16                | «Атлетіко»             | ПД                     | 30        | 11        | КІ                 | 2                  | 0                  | ЛЧ                   | 12                   | 1                    | -             | -             | -             | 44     | 12     |
| 2016–17                | «Атлетіко»             | ПД                     | 31        | 8         | КІ                 | 5                  | 1                  | ЛЧ                   | 9                    | 1                    | -             | -             | -             | 45     | 10     |
| 2017–18                | «Атлетіко»             | ПД                     | 27        | 5         | КІ                 | 6                  | 3                  | ЛЧ+ЛЄ                | 5+8                  | 0+2                  | -             | -             | -             | 45     | 10     |
| Усього за «Атлетіко»   | Усього за «Атлетіко»   | Усього за «Атлетіко»   | 321       | 109       |                    | 42                 | 14                 |                      | 42                   | 6                    |               | 0             | 0             | 405    | 129    |
| лип.-груд. 2018        | «Саган Тосу»           | ДжЛ1                   | 17        | 3         | КДжЛ+КІ            | 0+2                | 0+1                | -                    | -                    | -                    | -             | -             | -             | 19     | 4      |
| січ.-серп. 2019        | «Саган Тосу»           | ДжЛ1                   | 18        | 2         | КДжЛ+КІ            | 2+1                | 0+1                | -                    | -                    | -                    | -             | -             | -             | 21     | 3      |
| Усього за «Саган Тосу» | Усього за «Саган Тосу» | Усього за «Саган Тосу» | 35        | 5         |                    | 5                  | 2                  |                      | -                    | -                    |               | -             | -             | 40     | 7      |
| Усього за кар'єру      | Усього за кар'єру      | Усього за кар'єру      | 578       | 200       |                    | 76                 | 26                 |                      | 110                  | 34                   |               | 5             | 3             | 769    | 263    |

### Статистика виступів за збірну
| Дата       | Місто                  | Господарі            | Результат               | Гості                | Турнір                | Голи | Примітки  |
| ---------- | ---------------------- | -------------------- | ----------------------- | -------------------- | --------------------- | ---- | --------- |
| 6-9-2003   | Гімарайнш              | Португалія           | 0 – 3                   | Іспанія              | товариський матч      | -    | 46'       |
| 10-9-2003  | Ельче                  | Іспанія              | 2 – 1                   | Україна              | Відбір до ЧЄ 2004     | -    | 63'       |
| 14-11-2003 | Валенсія               | Іспанія              | 2 – 1                   | Норвегія             | Відбір до ЧЄ 2004     | -    | 69'       |
| 31-3-2004  | Хіхон                  | Іспанія              | 2 – 0                   | Данія                | товариський матч      | -    | 46'       |
| 28-4-2004  | Генуя                  | Італія               | 1 – 1                   | Іспанія              | товариський матч      | 1    | 46'       |
| 5-6-2004   | Хетафе                 | Іспанія              | 4 – 0                   | Андорра              | товариський матч      | -    | 46'       |
| 12-6-2004  | Фару                   | Іспанія              | 1 – 0                   | Росія                | ЧЄ 2004 - 1-й етап    | -    | 78'       |
| 16-6-2004  | Порту                  | Греція               | 1 – 1                   | Іспанія              | ЧЄ 2004 - 1-й етап    | -    | 80'       |
| 20-6-2004  | Лісабон                | Іспанія              | 0 – 1                   | Португалія           | ЧЄ 2004 - 1-й етап    | -    |           |
| 18-8-2004  | Лас-Пальмас            | Іспанія              | 3 – 2                   | Венесуела            | товариський матч      | -    | 59'       |
| 3-9-2004   | Валенсія               | Іспанія              | 1 – 1                   | Шотландія            | товариський матч      | -    | 46'       |
| 9-10-2004  | Сантандер              | Іспанія              | 2 – 0                   | Бельгія              | Відбір до ЧС 2006     | -    | 53'       |
| 13-10-2004 | Вільнюс                | Литва                | 0 – 0                   | Іспанія              | Відбір до ЧС 2006     | -    | 79'       |
| 17-11-2004 | Мадрид                 | Іспанія              | 1 – 0                   | Англія               | товариський матч      | -    | 46'       |
| 9-2-2005   | Альмерія               | Іспанія              | 5 – 0                   | Сан-Марино           | Відбір до ЧС 2006     | 1    |           |
| 26-3-2005  | Саламанка              | Іспанія              | 3 – 0                   | КНР                  | товариський матч      | 1    | 46'       |
| 30-3-2005  | Белград                | Сербія та Чорногорія | 0 – 0                   | Іспанія              | Відбір до ЧС 2006     | -    |           |
| 4-6-2005   | Валенсія               | Іспанія              | 1 – 0                   | Литва                | Відбір до ЧС 2006     | -    | 57'       |
| 8-6-2005   | Валенсія               | Іспанія              | 1 – 1                   | Боснія і Герцеговина | Відбір до ЧС 2006     | -    | 35'       |
| 17-8-2005  | Хіхон                  | Іспанія              | 2 – 0                   | Уругвай              | товариський матч      | -    | 46'       |
| 3-9-2005   | Сантандер              | Іспанія              | 2 – 1                   | Канада               | товариський матч      | -    | 55'       |
| 7-9-2005   | Мадрид                 | Іспанія              | 1 – 1                   | Сербія та Чорногорія | Відбір до ЧС 2006     | -    | 53'       |
| 8-10-2005  | Брюссель               | Бельгія              | 0 – 2                   | Іспанія              | Відбір до ЧС 2006     | 2    | 67' — 70' |
| 12-10-2005 | Серравалле             | Сан-Марино           | 0 – 6                   | Іспанія              | Відбір до ЧС 2006     | 3    |           |
| 12-11-2005 | Мадрид                 | Іспанія              | 5 – 1                   | Словаччина           | Відбір до ЧС 2006     | 1    |           |
| 16-11-2005 | Братислава             | Словаччина           | 1 – 1                   | Іспанія              | Відбір до ЧС 2006     | -    | 61'       |
| 1-3-2006   | Вальядолід             | Іспанія              | 3 – 2                   | Кот-д'Івуар          | товариський матч      | -    | 65'       |
| 27-5-2006  | Альбасете              | Іспанія              | 0 – 0                   | Росія                | товариський матч      | -    |           |
| 3-6-2006   | Ельче                  | Іспанія              | 2 – 0                   | Єгипет               | товариський матч      | -    |           |
| 7-6-2006   | Женева                 | Хорватія             | 1 – 2                   | Іспанія              | товариський матч      | 1    | 46'       |
| 14-6-2006  | Лейпциг                | Іспанія              | 4 – 0                   | Україна              | ЧС 2006 - 1-й етап    | 1    |           |
| 19-6-2006  | Штутгарт               | Іспанія              | 3 – 1                   | Туніс                | ЧС 2006 - 1-й етап    | 2    |           |
| 23-6-2006  | Кайзерслаутерн         | Саудівська Аравія    | 0 – 1                   | Іспанія              | ЧС 2006 - 1-й етап    | -    | 70'       |
| 27-6-2006  | Ганновер               | Іспанія              | 1 – 3                   | Франція              | ЧС 2006 - 1/8 фіналу  | -    |           |
| 15-8-2006  | Рейк'явік              | Ісландія             | 0 – 0                   | Іспанія              | товариський матч      | -    | 46'       |
| 2-9-2006   | Бадахос                | Іспанія              | 4 – 0                   | Ліхтенштейн          | Відбір до ЧЄ 2008     | 1    |           |
| 6-9-2006   | Белфаст                | Північна Ірландія    | 3 – 2                   | Іспанія              | Відбір до ЧЄ 2008     | -    | 62'       |
| 7-10-2006  | Стокгольм              | Швеція               | 2 – 0                   | Іспанія              | Відбір до ЧЄ 2008     | -    |           |
| 11-10-2006 | Мурсія                 | Іспанія              | 2 – 1                   | Аргентина            | товариський матч      | -    | 56'       |
| 7-2-2007   | Манчестер              | Англія               | 0 – 1                   | Іспанія              | товариський матч      | -    | 46'       |
| 24-3-2007  | Мадрид                 | Іспанія              | 2 – 1                   | Данія                | Відбір до ЧЄ 2008     | -    | 64'       |
| 28-3-2007  | Пальма (місто)         | Іспанія              | 1 – 0                   | Ісландія             | Відбір до ЧЄ 2008     | -    | 43'       |
| 22-8-2007  | Салоніки               | Греція               | 2 – 3                   | Іспанія              | товариський матч      | -    | 46'       |
| 8-9-2007   | Рейк'явік              | Ісландія             | 1 – 1                   | Іспанія              | Відбір до ЧЄ 2008     | -    | 57'       |
| 12-9-2007  | Ов'єдо                 | Іспанія              | 2 – 0                   | Латвія               | Відбір до ЧЄ 2008     | -    |           |
| 6-2-2008   | Малага                 | Іспанія              | 1 – 0                   | Франція              | товариський матч      | 1    | 23'       |
| 26-3-2008  | Ельче                  | Іспанія              | 1 – 0                   | Італія               | товариський матч      | -    | 46'       |
| 31-5-2008  | Уельва                 | Іспанія              | 2 – 1                   | Перу                 | товариський матч      | -    | 46'       |
| 4-6-2008   | Сантандер              | Іспанія              | 1 – 0                   | США                  | товариський матч      | -    | 46'       |
| 10-6-2008  | Інсбрук                | Іспанія              | 4 – 1                   | Росія                | ЧЄ 2008 - 1-й етап    | -    | 54'       |
| 14-6-2008  | Інсбрук                | Швеція               | 1 – 2                   | Іспанія              | ЧЄ 2008 - 1-й етап    | 1    |           |
| 22-6-2008  | Відень                 | Іспанія              | 0 – 0 д.ч. (4 - 2 п.п.) | Італія               | ЧЄ 2008 - чвертьфінал | -    | 85'       |
| 26-6-2008  | Відень                 | Росія                | 0 – 3                   | Іспанія              | ЧЄ 2008 - півфінал    | -    | 69'       |
| 29-6-2008  | Відень                 | Німеччина            | 0 – 1                   | Іспанія              | ЧЄ 2008 - Фінал       | 1    | 74' — 78' |
| 20-8-2008  | Копенгаген             | Данія                | 0 – 3                   | Іспанія              | товариський матч      | -    | 62'       |
| 11-10-2008 | Таллінн                | Естонія              | 0 – 3                   | Іспанія              | Відбір до ЧС 2010     | -    |           |
| 15-10-2008 | Брюссель               | Бельгія              | 1 – 2                   | Іспанія              | Відбір до ЧС 2010     | -    | 16'       |
| 19-11-2008 | Вілярреаль             | Іспанія              | 3 – 0                   | Чилі                 | товариський матч      | 1    | 57'       |
| 11-2-2009  | Севілья                | Іспанія              | 2 – 0                   | Англія               | товариський матч      | -    | 64'       |
| 28-3-2009  | Мадрид                 | Іспанія              | 1 – 0                   | Туреччина            | Відбір до ЧС 2010     | -    | 86'       |
| 1-4-2009   | Стамбул                | Туреччина            | 1 – 2                   | Іспанія              | Відбір до ЧС 2010     | -    | 85'       |
| 9-6-2009   | Баку                   | Азербайджан          | 0 – 6                   | Іспанія              | товариський матч      | 1    |           |
| 14-6-2009  | Рустенбург             | Нова Зеландія        | 0 – 5                   | Іспанія              | Кубок Конфедерацій    | 3    | 70'       |
| 17-6-2009  | Блумфонтейн            | Іспанія              | 1 – 0                   | Ірак                 | Кубок Конфедерацій    | -    |           |
| 20-6-2009  | Блумфонтейн            | Іспанія              | 2 – 0                   | ПАР                  | Кубок Конфедерацій    | -    | 61'       |
| 24-6-2009  | Блумфонтейн            | Іспанія              | 0 – 2                   | США                  | Кубок Конфедерацій    | -    |           |
| 28-6-2009  | Рустенбург             | Іспанія              | 3 – 2 д.ч.              | ПАР                  | Кубок Конфедерацій    | -    | 57'       |
| 12-8-2009  | Скоп'є                 | Північна Македонія   | 2 – 3                   | Іспанія              | товариський матч      | 1    | 64'       |
| 5-9-2009   | Ла-Корунья             | Іспанія              | 5 – 0                   | Бельгія              | Відбір до ЧС 2010     | -    | 66'       |
| 9-9-2009   | Мерида                 | Іспанія              | 3 – 0                   | Естонія              | Відбір до ЧС 2010     | -    | 57'       |
| 10-10-2009 | Єреван                 | Вірменія             | 1 – 2                   | Іспанія              | Відбір до ЧС 2010     | -    | 55'       |
| 3-3-2010   | Сен-Дені               | Франція              | 0 – 2                   | Іспанія              | товариський матч      | -    | 46'       |
| 8-6-2010   | Мурсія                 | Іспанія              | 6 – 0                   | Польща               | товариський матч      | 1    | 66'       |
| 16-6-2010  | Дурбан                 | Іспанія              | 0 – 1                   | Швейцарія            | ЧС 2010 - 1-й етап    | -    | 63'       |
| 21-6-2010  | Йоганнесбург           | Іспанія              | 2 – 0                   | Гондурас             | ЧС 2010 - 1-й етап    | -    | 70'       |
| 25-6-2010  | Преторія               | Чилі                 | 1 – 2                   | Іспанія              | ЧС 2010 - 1-й етап    | -    | 55'       |
| 29-6-2010  | Кейптаун               | Іспанія              | 1 – 0                   | Португалія           | ЧС 2010 - 1/8 фіналу  | -    | 59'       |
| 3-7-2010   | Йоганнесбург           | Парагвай             | 0 – 1                   | Іспанія              | ЧС 2010 - чвертьфінал | -    | 56'       |
| 7-7-2010   | Дурбан                 | Німеччина            | 0 – 1                   | Іспанія              | ЧС 2010 - півфінал    | -    | 81'       |
| 11-7-2010  | Йоганнесбург           | Нідерланди           | 0 – 1 д.ч.              | Іспанія              | ЧС 2010 - Фінал       | -    | 106'      |
| 11-9-2010  | Вадуц                  | Ліхтенштейн          | 0 – 4                   | Іспанія              | Відбір до ЧЄ 2012     | 2    | 58'       |
| 17-11-2010 | Лісабон                | Португалія           | 4 – 0                   | Іспанія              | товариський матч      | -    | 46'       |
| 9-2-2011   | Мадрид                 | Іспанія              | 1 – 0                   | Колумбія             | товариський матч      | -    | 56'       |
| 25-3-2011  | Гранада                | Іспанія              | 2 – 1                   | Чехія                | Відбір до ЧЄ 2012     | -    | 46'       |
| 4-6-2011   | Фоксборо (Массачусетс) | США                  | 0 – 4                   | Іспанія              | товариський матч      | 1    | 46'       |
| 7-6-2011   | Пуерто-ла-Крус         | Венесуела            | 0 – 3                   | Іспанія              | товариський матч      | -    | 63'       |
| 10-8-2011  | Барі                   | Італія               | 2 – 1                   | Іспанія              | товариський матч      | -    | 15'       |
| 2-9-2011   | Санкт-Галлен           | Іспанія              | 3 – 2                   | Чилі                 | товариський матч      | -    | 64'       |
| 7-10-2011  | Прага                  | Чехія                | 0 – 2                   | Іспанія              | Відбір до ЧЄ 2012     | -    | 61'       |
| 12-11-2011 | Лондон                 | Англія               | 1 – 0                   | Іспанія              | товариський матч      | -    | 64'       |
| 15-11-2011 | Сан-Хосе               | Коста-Рика           | 2 – 2                   | Іспанія              | товариський матч      | -    | 70'       |
| 30-5-2012  | Берн                   | Іспанія              | 4 – 1                   | Південна Корея       | товариський матч      | 1    | 57'       |
| 3-6-2012   | Севілья                | Іспанія              | 1 – 0                   | КНР                  | товариський матч      | -    | 46' — 79' |
| 10-6-2012  | Гданськ                | Іспанія              | 1 – 1                   | Італія               | ЧЄ 2012 - 1-й етап    | -    | 74'       |
| 14-6-2012  | Гданськ                | Іспанія              | 4 – 0                   | Ірландія             | ЧЄ 2012 - 1-й етап    | 2    | 64'       |
| 18-6-2012  | Гданськ                | Хорватія             | 0 – 1                   | Іспанія              | ЧЄ 2012 - 1-й етап    | -    | 61'       |
| 23-6-2012  | Донецьк                | Іспанія              | 2 – 0                   | Франція              | ЧЄ 2012 - чвертьфінал | -    | 67'       |
| 1-7-2012   | Київ                   | Іспанія              | 4 – 0                   | Італія               | ЧЄ 2012 - Фінал       | 1    | 75'       |
| 15-8-2012  | Баямон (Пуерто-Рико)   | Пуерто-Рико          | 1 – 2                   | Іспанія              | товариський матч      | -    |           |
| 7-9-2012   | Понтеведра             | Іспанія              | 5 – 0                   | Саудівська Аравія    | товариський матч      | -    | 53'       |
| 16-10-2012 | Мадрид                 | Іспанія              | 1 – 1                   | Франція              | Відбір до ЧС 2014     | -    | 74'       |
| 8-6-2013   | Маямі-Ґарденс          | Іспанія              | 2 – 1                   | Гаїті                | товариський матч      | -    | 59'       |
| 20-6-2013  | Ріо-де-Жанейро         | Іспанія              | 10 – 0                  | Таїті                | Кубок Конфедерацій    | 4    |           |
| 23-6-2013  | Форталеза              | Нігерія              | 0 – 3                   | Іспанія              | Кубок Конфедерацій    | 1    | 60'       |
| 27-6-2013  | Форталеза              | Іспанія              | 0 – 0 д.ч. (7-6 п.п.)   | Італія               | Кубок Конфедерацій    | -    | 94'       |
| 30-6-2013  | Ріо-де-Жанейро         | Бразилія             | 3 – 0                   | Іспанія              | Кубок Конфедерацій    | -    | 59'       |
| 30-5-2014  | Севілья                | Іспанія              | 2 – 0                   | Болівія              | товариський матч      | 1    | 62'       |
| 13-6-2014  | Сальвадор              | Іспанія              | 1 – 5                   | Нідерланди           | ЧС 2014 - 1-й етап    | -    | 63'       |
| 18-6-2014  | Ріо-де-Жанейро         | Іспанія              | 0 – 2                   | Чилі                 | ЧС 2014 - 1-й етап    | -    | 64'       |
| 23-6-2014  | Куритиба               | Австралія            | 0 – 3                   | Іспанія              | ЧС 2014 - 1-й етап    | 1    |           |
| Усього     |                        | Матчів (10 місце)    | 110                     |                      | Голів (3 місце)       | 38   |           |

## Досягнення
«Челсі»
- Володар кубка Англії: 2011-12
- Переможець Ліги чемпіонів: 2011-12
- Переможець Ліги Європи: 2012-13

«Атлетіко»
- Переможець Ліги Європи: 2017-18

Іспанія
- Чемпіон Європи (U-16): 2001
- Чемпіон Європи (U-19): 2002
- Чемпіон світу: 2010
- Чемпіон Європи: 2008, 2012

Особисті
- Найкращий бомбардир юнацького чемпіонату Європи: 2001 (7 голів)
- Найкращий бомбардир чемпіонату Європи: 2012 (3 голи, разом з Маріо Балотеллі, Маріо Гомесом, Аланом Дзагоєвим, Маріо Манджукичем, Кріштіану Роналду)

## Особисте життя
Торрес одружений з Олальєю Домінгес, з якою він знайомий з дитинства. 27 травня 2009 року Фернандо вступив з нею в шлюб у Мадриді в муніципалітеті Ескоріал. Це була громадянська церемонія, яка відбулася о другій годині дня, на ній були присутні лише два свідки. Їх розписав глава муніципалітету Ігнасіо Гонсалес Велайос. 8 липня 2009 року в пари народилася донька — Нора, 6 грудня 2010 — син Лео.

## Різне
У листопаді 2021 року Фернандо Торрес став ексклюзивним представником компанії з онлайн-продажів автомобільних запчастин AUTODOC.